# Denver Dynamos
Denver Dynamos – amerykański klub piłkarski z Denver, w stanie Kolorado. Drużyna występowała w lidze NASL, a jego domowym obiektami były Mile High Stadium i Jefferson County Stadium. Zespół istniał w latach 1974-1975.

## Historia
Klub został założony w 1974 roku i w tym samym roku przystąpił do rozgrywek ligi NASL. Zespół startował w lidze NASL, w historii swoich występów w lidze nigdy nie awansował do fazy play-off ligi. W sezonie 1975 zawodnik klubu - Hugh Fisher dostał Wyróżnienie NASL. Po sezonie klub został przeniesiony do Minnesoty i występował w lidze NASL pod nazwą Minnesota Kicks.

## Osiągnięcia

### Nagrody indywidualne
Wyróżnienie NASL
- 1975: Hugh Fisher

## Sezon po sezonie
| Sezon | Liga | Z | R | P  | Pkt | Sezon                        | Playoff                |
| ----- | ---- | - | - | -- | --- | ---------------------------- | ---------------------- |
| 1974  | NASL | 5 | 0 | 15 | 49  | 3.miejsce, Dywizja Centralna | Nie zakwalifikował się |
| 1975  | NASL | 9 | 0 | 13 | 85  | 3.miejsce, Dywizja Centralna | Nie zakwalifikował się |

## Trenerzy
- 1974:  Ken Bracewell
- 1975:  John Young[1]